# Silverio Gadaldi
Silverio Gadaldi (Brescia, 21 settembre 1918 – Milano, 10 settembre 1993) è stato un pittore e scultore italiano.

## Biografia

### Gli studi artistici e le prime opere
Dopo l’infanzia trascorsa a Brescia, nel 1935 Silverio Gadaldi si trasferisce a Milano dove inizia gli studi presso il Liceo Artistico. Ha come insegnanti i pittori Angelo Del Bon, Cristoforo De Amicis e Umberto Lilloni. Completa il percorso con merito, ottenendo nel 1938 la medaglia d’argento del premio Gariboldi e, nel 1939, il premio Bertarelli presso l'Accademia di Brera, dove si diploma – dopo l’interruzione bellica – sotto la guida di Aldo Carpi e Achille Funi. Nello stesso anno riceve anche il premio Medardo Rosso per la scultura.
Inizia l’attività espositiva nel 1946 partecipando a mostre collettive a Milano (Seconda Mostra Italiana d’Arte Sacra Angelicum), al Premio Iseo nel 1947 e al Premio Teosa a Chiari nel 1948. Nel 1951 vince la prima edizione del Premio San Fedele a Milano, presieduto da Carlo Carrà, e partecipa alla IV Quadriennale e alla Seconda Mostra Nazionale d’Arte Contemporanea al Palazzo Reale di Milano.
Tiene la sua prima mostra personale nel 1953 presso la Galleria della Loggetta a Brescia, cui seguono esposizioni a Milano (Galleria Schettini, 1955; Galleria Pater, 1958 e 1960). Nello stesso anno collabora con Gianni Dova alla decorazione del soffitto della sala delle esposizioni della Triennale di Milano.

### I temi delle sue opere
Negli anni Cinquanta lavora nel suo studio di via Mac Mahon a Milano, vicino a quello del pittore Alfredo Chighine. I soggetti predominanti della sua pittura sono i paesaggi urbani e la natura, trattati in chiave geometrica post-cubista. Nei primi anni Sessanta si avvicina all’Informale, semplificando forme e colori. Dal 1968 la sua pittura si fa più figurativa, con paesaggi sempre più realistici. Il paesaggio urbano di Milano rimane al centro della sua opera.
Negli ultimi anni si dedica in modo crescente all’arte sacra, attraverso dipinti, sculture, vetrate e icone.

### L’insegnamento a Brera
Dagli anni '50 è insegnante incaricato presso diversi licei artistici e dal 1974 al 1983 è titolare della cattedra di Figura Disegnata al liceo artistico di Brera. Parallelamente, prosegue la ricerca artistica e l’attività espositiva: nel 1966 tiene una personale a Como (Galleria Il Salotto) e nel 1967 alla Galleria San Fedele di Milano.

### Le pubblicazioni, i premi e le esposizioni
Critici come Giorgio Kaisserlian, Eva Tea, Raffaele De Grada, Enotrio Mastrolonardo, Guido Ballo, Mario De Micheli e Aldo Carpi hanno scritto sulla sua opera. Sue pubblicazioni appaiono su La Revue Moderne (1954), Pittura italiana del dopoguerra di Tristan Sauvage (1958), D’Ars Agency (1961), La pittura italiana dal futurismo ai nostri giorni di Gabriele Mandel (1967), l’Enciclopedia universale Seda della pittura moderna (1968) e Arte Contemporanea, ed. La Ginestra (1969).
Nel 1969 riceve un premio alla III Biennale Internazionale delle Regioni di Ancona. Partecipa a numerose collettive, tra cui quelle della Galleria Eidac di Milano (1962) e della Galleria Farsetti di Prato (1963), insieme ad Arturo Vermi, Marco Carnà e Lino Tinè. Sempre nel 1962 tiene una personale alla Galleria Il Cenobio di Milano.
Nel 1971 riceve un premio acquisto dal Comune di Milano alla mostra Dipinti e sculture destinati alle scuole cittadine al Palazzo Reale. Nel 1973 la Pinacoteca di Chiari gli dedica una mostra antologica. Esegue anche opere scultoree e vetrate, tra cui una per la Cripta di San Nazaro a Milano (1978).
Tra il 1977 e il 1979 realizza una serie di 15 dipinti sui Misteri del Rosario per una chiesa a Mahabalipuram, in India. Nel 1982 espone a Phoenix (Arizona, USA) presso la comunità italiana.
Muore a Milano il 10 settembre 1993. Nel 2005 viene ricordato con una grande mostra allo Spazio Hajeck del Liceo Artistico di Brera, a cura di Francesca Pensa. Nel 2006 una sua opera è inclusa nella mostra Maestri del Liceo Artistico di Bergamo. Due sue opere fanno parte della collezione della Fondazione Biblioteca Morcelli - Pinacoteca Repossi di Chiari.

## Mostre personali (selezione)
- 1953 – Brescia, Galleria della Loggetta
- 1954 – Bergamo, Galleria della Rotonda
- 1955 – Milano, Galleria Schettini
- 1958, 1960 – Milano, Galleria Pater
- 1962 – Milano, Galleria Il Cenobio
- 1966 – Como, Galleria Il Salotto
- 1972 – Milano, Galleria La Cripta
- 1972 – Spotorno, Grand Hotel Palace
- 1973 – Chiari, Fondazione Morcelli Repossi
- 1973 – Milano, Galleria Il Capricorno
- 1974 – Milano, Galleria Il Collezionista
- 1978 – Milano, Cripta del Bramantino
- 1979 – Milano, San Carlo al Corso
- 1983 – Phoenix (Arizona, USA), Comunità Italiana